# Pierre Plantée (Cosqueville)
La Pierre Plantée est un menhir qui se dresse sur le territoire de l'ancienne commune française de Cosqueville, dans le département de la Manche, en région Normandie.

## Localisation
Le menhir est situé en plein champ, à proximité de l'angle de la D 116 au nord, et de la D 26 à l'ouest, sur le territoire de Cosqueville, au sein de la commune nouvelle de Vicq-sur-Mer, dans le département français de la Manche.

## Description
Le menhir est constitué d'un bloc de granite de forme pyramidale. Il mesure 3 m de hauteur, pour une largeur à la base de 1,70 m sur sa face nord-ouest, de 1,20 m sur sa face nord-est, et 0,80 m sur sa face sud-est. Il présente les restes d'un décor sculpté avec pointe et arête de deux cotes ou saillies de part et d'autre et peut faire penser à un polissoir.
Quarante haches à douille en bronze furent découvertes au pied de la pierre.

## Folklore
D'après une légende, la pierre Plantée constitue, avec les deux menhirs de la Haute Pierre et la Longue Pierre de Saint-Pierre-Église, le groupe dit du Mariage des trois princesses, qui forme un triangle au milieu duquel un trésor, correspondant à la dot de trois princesses, serait caché,.